# Аніскін Віктор Васильович
Віктор Васильович Аніскін (10 січня 1948, село Озерно Тепло-Огарьовського району Тульської області, тепер Російська Федерація) — радянський діяч, голова колгоспу імені Горького Клинського району Московської області, член Секретаріату ЦК КПРС. Член ЦК КПРС у 1990—1991 роках.

## Життєпис
Народився в родині колгоспників. 
З 1967 по 1969 рік служив у Радянській армії.
У 1971 році закінчив Яхромський радгосп-технікум Московської області.
У 1971—1975 роках — бригадир колгоспу «Новостройка» Клинського району Московської області.
Член КПРС з 1974 року.
У 1975—1980 роках — головний агроном колгоспу «Комунар» Клинського району Московської області.
З 1980 року — голова колгоспу імені Горького Клинського району Московської області.
14 липня 1990 — 23 серпня 1991 року — член Секретаріату ЦК КПРС.
У 1991 році закінчив Всесоюзний сільськогосподарський інститут заочного навчання.
Подальша доля невідома.